# Friedrich Wilhelm Schwartz

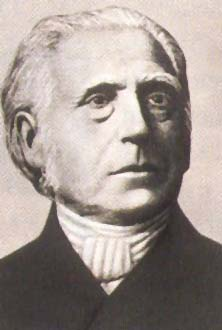
Apostel Schwartz op latere leeftijd

Friedrich Wilhelm Schwartz (ook geschreven als Schwarz) (Sardschau (bij Danzig), 11 april 1815 - Amsterdam, 6 december 1895) is de Duitse stichter van de "Apostolische Zending" (Hersteld Apostolische Zendingkerk) in Nederland.
F. W. Schwartz stamde uit een boerenfamilie en was meesterkleermaker van beroep. Hij wist zich echter geroepen tot zendeling en was daarom naar Berlijn vertrokken om te studeren aan een opleidingsinstituut voor missionarissen. Hier kwam hij met de Katholiek Apostolische Kerk in aanraking. Na verkiezing tot zeven-diaken, werd hij in 1850 tot priester voor Berlijn-Spandau gewijd door apostel Carlyle.
In 1855 volgde zijn aanstelling tot oudste van de hoofdgemeente in Berlijn. In die hoedanigheid werd hem in 1859 de zorg toevertrouwd over de kleine gemeente te Hamburg. Apostel Woodhouse wijdde hem in 1861 tot engel (hulpbisschop) van Hamburg, echter nog steeds onder het opzicht van de Berlijnse engel Rothe. De gemeente te Hamburg groeide onder zijn leiding uit van 20 tot 150 leden.

## Roeping van nieuwe apostelen
Dienaren en gemeenteleden van de Katholiek Apostolische Gemeenten in Duitsland wisten tot dat moment niet beter dan dat het Britse apostolaat nog op het standpunt uit haar begintijd stond dat het apostolaat blijvend in de kerk aanwezig moest zijn. Toen er sinds 1855 meerdere apostelen overleden, werd er in Duitsland dan ook opgeroepen tot gebed om nieuwe roepingen. Omstreeks 1860 riep de raadsprofeet Heinrich Geyer in Engeland 'vervangers van apostelen'. Deze werden door de overgebleven apostelen echter geduid als 'apostelcoadjutoren' voor de nog levende apostelen, aan wie apostolische taken konden worden opgedragen zolang er nog apostelen in leven waren.
Bij terugkeer in Duitsland stelde Geyer Schwartz hiervan op de hoogte, maar deze ried hem aan zich erbij neer te leggen. Dat ging goed tot 1862, toen Geyer een oudste van Berlijn, Rosochacky, tot apostel riep en men besloot de roeping voorlopig geheim te houden. Kort daarop werd Geyer door de engel Rothe geschorst wegens een profetie waarin gezegd werd dat de antichrist voor de gemeente openbaar zou worden en Geyer zich niet voor het leergezag van zijn opzicht had willen buigen.

## De scheuring van 1863
Toen Geyer Schwartz vervolgens schreef over de geheimgehouden apostelroeping, nodigde deze Geyer en Rosochacky uit naar Hamburg te komen. Op 4 januari 1863 nam hij openlijk voor de Hamburgse gemeente Rosochacky als apostel aan. Vrijwel de hele gemeente stemde hiermee in. Rosochacky zag echter kort daarop alweer af van zijn roeping. Geyer en Schwartz reisden naar Berlijn om weer opname in de KAG te vragen, maar omdat ze weigerden de roeping van Rosochacky tot satanswerk te verklaren, leidde dit tot excommunicatie van beiden en de hele Hamburgse gemeente.

## Allgemeine Christliche Apostolische Mission/ Apostolische Zending
In de Hamburgse gemeente die zich spoedig "Allgemeine christliche Apostolische Mission" noemde, werd tegen de Katholiek Apostolische orde in, in afwezigheid van profeet Geyer, in het voorjaar van 1863 de priester Carl Wilhelm Louis Preuss door een diaken tot apostel geroepen. Op 25 mei 1863 werd F.W. Schwarz zelf door Geyer tot apostel geroepen. In september 1863 werd hij in het woord van profetie op Nederland en een deel van Duitsland gewezen als stamgebied (werkgebied). Hij vestigde zich diezelfde maand in Amsterdam, hetgeen leidde tot oprichting van de "Apostolische Zending", sinds 1893 officieel geregistreerd onder de naam Hersteld Apostolische Zendingkerk. De banden met Geyer en Preuss werden spoedig vrijwel verbroken, aangezien Schwartz een groot aantal wijzigingen doorvoerde in de liturgische vormen. Ook was hij verantwoordelijk voor de invoering van de verzegeling van kinderen en de sacramenten voor ontslapenen.
Schwartz gold na de dood van apostel Preuss in 1878 vanwege zijn leeftijd en ervaring als de senior onder de apostelen. Van een formele aanduiding als 'pilaarapostel' of zelfs 'stamapostel' zoals bij de latere Nieuw-Apostolische Kerk het geval was, is echter nimmer sprake geweest.

## Dood en opvolging
Schwartz overleed op 6 december 1895, waarna een strijd losbarstte over de leer van het 'Nieuwe Licht' dat inmiddels in Duitsland ontstaan was onder leiding van apostel Krebs, en leidde tot de afscheuring van de Nieuw-Apostolische Kerk. Schwartz werd in Nederland opgevolgd door de in januari 1897 geroepen en gewijde Martinus van Bemmel in de Hersteld Apostolische Zendingkerk.